# 化學能

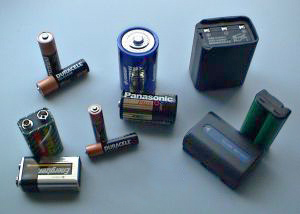
當电池內部物質產生化學變化，就產生了化學能。

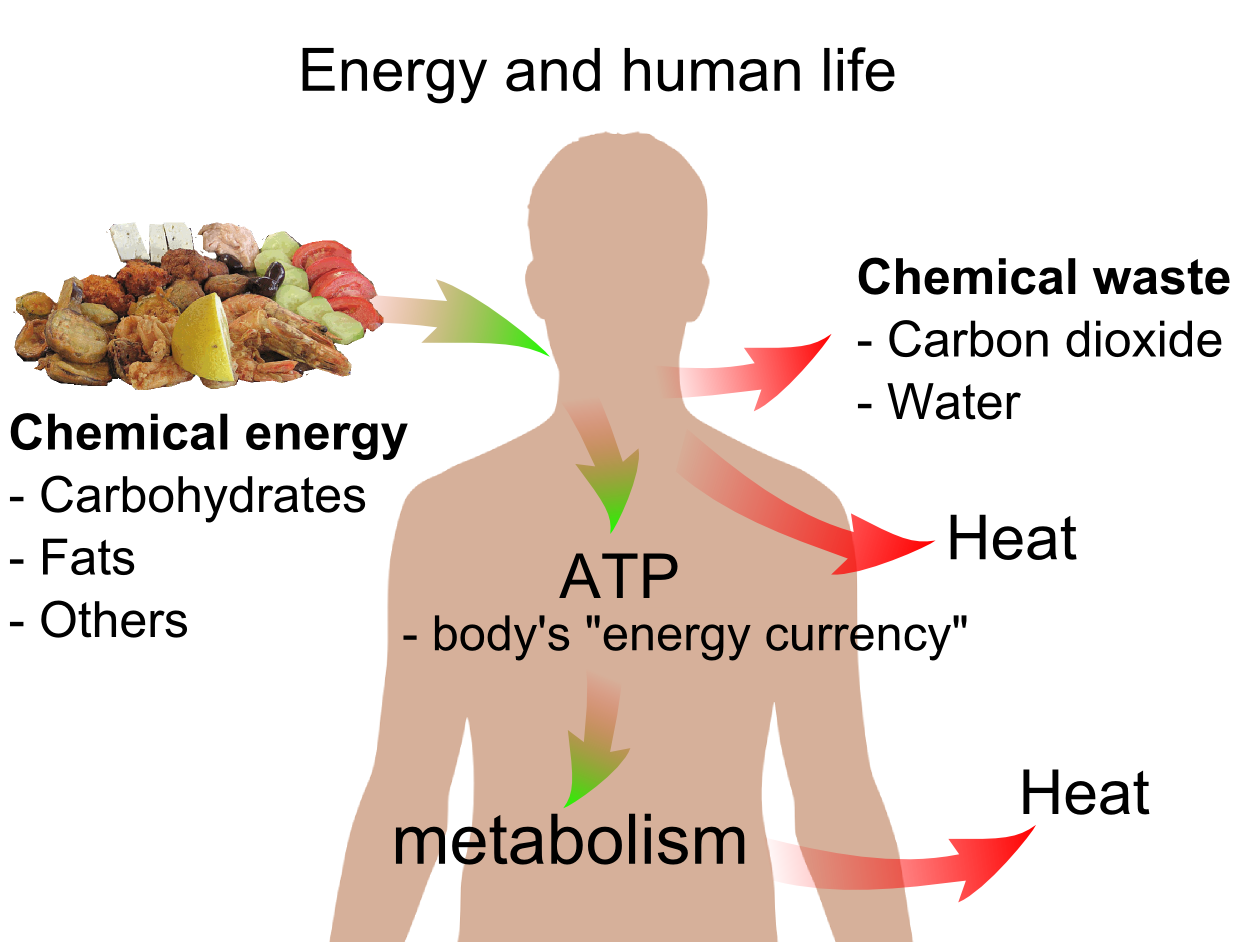
人類飲食的生物能

化學能是內能的一種，指一些需要經由化學反應釋放出來的能量。例如煤的能量是由燃燒（與氧反應）釋放出來的，貯存於煤裏面的能量即稱為化學能。電池裡的化學物質，是藉著化學變化而產生電能。
生物裡呼吸作用、光合作用產生之能量，也是化學能。
由於化學能是化學反應時產生的，因此是一種隱蔽的能量，不能直接用來做功，只有在发生化学变化时，才释放出来，变成热能或者其他形式的能量。

## 例子
- 呼吸作用
- 光合作用
- 電池產生電能
- 食物
- 燃料